# Power Boy
Power Boy è il nome di tre supereroi immaginari che compaiono nei fumetti pubblicati dalla DC Comics.

## Biografia dei personaggi

### Zarl Vorne
Le origini del primo Power Boy sono parallele a quelle di Superboy. Una coppia Atlantidea che previde la distruzione di Atlantide utilizzò una navicella spaziale per inviare il proprio neonato verso l'asteroide 3 Juno, dove fu cresciuto dall'uomo che lo adottò.

### Jedidiah Rikane
Il secondo Power Boy proveniva da un futuro distante. Jedidiah Rikane fu uno studente dell'Accademia della Legione (questo Jedidiah Rikane non è da confondere con Jediah Rikane dei fumetti di Starman). Dopo essere stato respinto all'adesione alla Legione dei Super-Eroi, rimase in Accademia e successivamente divenne un istruttore dell'Accademia Militare dei Pianeti Uniti su Xolnar. Fu ucciso da un commando Khundiano mentre difendeva le miniere di pluridium di Xolnar.
Una versione di Jedidiah si vide successivamente in un gruppo di Legionari presi da mondi alternativi per combattere contro Time Trapper in Crisi finale: la Legione dei 3 mondi n. 5. Nella continuità che derivò dalla Crisi, Power Boy ricomparve come membro ancora vivo dell'Accademia, e cominciò una relazione con la studentessa Gravity Kid in Adventure Comics n. 528 (settembre 2011).
In più, una statua commemorativa di un Legionario scomparso di nome "Power Boy" compare in una storia della Adult Legion in Adventure Comics n. 354 (marzo 1967), undici anni prima del debutto di Jedidiah in Superboy and the Legion of Super-Heroes n. 240 (giugno 1978).

### Power Boy
Il terzo Power Boy divenne un membro dei Teen Titans durante il primo anno di "Five Year Gap" dopo gli eventi di Crisi Infinita. Questo Power Boy ebbe la sua piena comparsa in 52 n. 21 insieme a Little Barda.
In Supergirl vol. 5 ebbe una relazione con Supergirl e si scoprì che proveniva da Apokolips. Supergirl decise di lasciarlo quando lui divenne iper protettivo e violentemente possessivo, fino al punto di costringere la Ragazza d'Acciaio a colpirlo con un calcio nell'inguine e a minacciarlo di non avvicinarsi a lei mai più.
Comparve successivamente in Titans East Special, dove fu ucciso da un assalitore sconosciuto, più avanti identificato come il figlio di Trigon.
Dato che nacque su Apokolips e fu potenziato da Darkseid, il terzo Power Boy possedeva super forza, velocità e resistenza. Poteva anche volare e sopravvivere nello spazio aperto, Poteva teletrasportarsi per lunghe distanze grazie alla sua "Scatola Padre", una versione Apokolipsiana della Scatola madre.
Il costume del terzo Power Boy e il nome sono molto simili a quelli di Power Girl. In una colonna di DC Nation comparsa nel fumetto datato marzo 2007, Eddie Berganza affermò che il personaggio doveva essere una parodia maschile di qualche cliché associato al personaggio femminile.

## Altre versioni
Un'altra versione comparve nelle pagine della serie a fumetti Teen Titans Go!. Questo Power Boy si rivelò essere un'identità alternativa per Robby Reed, azionista dei Dial "H" for Hero. In questa versione, il Dial non fu in grado di fornirgli i super poteri, ma senza che Robby lo sapesse, poteva rubare le abilità dagli eroi intorno a lui. Power Boy fu il risultato dell'utilizzo di Robby dei poteri di Donna Troy. Power Boy e le altre identità furono poi ritirate quando Robby abbandonò i poteri di Dial per unirsi al nuovo programma dei Nuovi Teen Titans di Cyborg.